# Mahmoud Fathallah
Mahmoud Fathalla (n. 12 de fevereiro de 1982) é um futebolista egípcio que joga no Zamalek. Ele foi transferido do Zamalek para o Ghazl El-Mehalla no Verão de 2007. 

## Carreira
Fathallah representou o elenco da Seleção Egípcia de Futebol no Campeonato Africano das Nações de 2008.

## Títulos
- Copa do Egito (2007/2008)
- Copa das Nações Africanas de 2008 e 2010